# Nicolas Godignon
Pas d'image ? Cliquez ici

a Compétitions nationales et continentales officielles uniquement.

Dernière mise à jour le 24 février 2023.
Nicolas Godignon, né le 28 février 1975 à Moulins (Allier), est un joueur de  rugby à XV devenu entraîneur après sa retraite sportive.
Il est notamment l'entraîneur en chef du CA Brive entre l'été 2012 et avril 2018.

## Biographie
Nicolas Godignon joue en club avec le CA Brive, l'EV Malemort BO et le Gourdon XV Bouriane[réf. nécessaire] au poste de troisième ligne.
Devenu entraîneur après sa retraite sportive, il dirige l'équipe de l'EV Malemort BO puis le SC Tulle. En 2006, il devient coentraîneur du Gourdon XV Bouriane, poste qu'il quitte en 2009 pour devenir l'entraîneur des crabos du CA Brive. En 2011, il intègre le staff de l'effectif professionnel du club dirigé par Ugo Mola, il est responsable de la défense.
En 2012, à la suite de la relégation en Pro D2, Ugo Mola quitte le club et Nicolas Godignon est alors promu entraîneur en chef du CA Brive, accompagné par Didier Casadeï, maintenu au poste d'entraîneur des avants, et de Philippe Carbonneau à partir de janvier 2013, chargé des trois-quarts,.
Le 16 mars 2018, à la suite de mauvais résultats sportifs et alors que le club joue le maintien dans l'élite, Nicolas Godignon est écarté de l’encadrement du club et remplacé par son adjoint Didier Casadeï.
Après avoir quitté le CA Brive, il rejoint le groupe Canal+ en août 2018 en tant que consultant rugby pour participer au Late Rugby Club et commenter des matchs de Top 14 sur Canal+ Sport.
Le 5 janvier 2019, il est nommé au poste d'entraîneur des avants de la Section paloise. Il remplace le néo-zélandais Carl Hayman auprès du manager palois Simon Mannix. Le 16 avril 2019, Mannix quitte le club et le duo d'entraîneur composé de Nicolas Godignon et Frédéric Manca, entraîneur des arrières, est responsable de conduire l'équipe jusqu'à la fin de la saison pour assurer le maintien. Le président Bernard Pontneau confirme ensuite le duo pour diriger l'équipe la saison suivante. Le 9 décembre 2020, les managers Nicolas Godignon et Frédéric Manca prennent du recul et sont écartés de la préparation des matchs.
En 2021, il est promu entraîneur principal du Rouen NR en Pro D2.
En décembre 2023, il est nommé entraineur-adjoint de la franchise professionnelle de la Nouvelle-Orléans, où il est également directeur de la formation.

## Bilan en tant qu'entraîneur
| Saison      | Club            | Division | Poste              | Classement                                       | Coupe d'Europe | Challenge européen                         |
| ----------- | --------------- | -------- | ------------------ | ------------------------------------------------ | -------------- | ------------------------------------------ |
| 2012 - 2013 | CA Brive        | Pro D2   | Entraîneur en chef | 2e, vainqueur de la finale d'accession au Top 14 | -              | -                                          |
| 2013 - 2014 | CA Brive        | Top 14   | Entraîneur en chef | 9e                                               | -              | Éliminé en quart-de-finale                 |
| 2014 - 2015 | CA Brive        | Top 14   | Entraîneur en chef | 10e                                              | -              | Éliminé en poule                           |
| 2015 - 2016 | CA Brive        | Top 14   | Entraîneur en chef | 8e                                               | -              | Éliminé en poule                           |
| 2016 - 2017 | CA Brive        | Top 14   | Entraîneur en chef | 8e                                               | -              | Éliminé en quart-de-finale                 |
| 2017 - 2018 | CA Brive        | Top 14   | Entraîneur en chef | 13e (à son départ)                               | -              | Qualifié en quart-de-finale (à son départ) |
| 2018 - 2019 | Section paloise | Top 14   | Avants             | 11e                                              | -              | Éliminé en poule                           |
| 2019 - 2020 | Section paloise | Top 14   | Avants             | 12e (arrêt du championnat)                       | -              | Éliminé en poule                           |
| 2021 - 2022 | Rouen NR        | Pro D2   | Entraîneur en chef | 14e                                              | -              | -                                          |
| 2022 - 2023 | Rouen NR        | Pro D2   | Entraîneur en chef | 12e                                              | -              | -                                          |

## Palmarès

### Joueur
Avec le CA Brive
- Coupe Intercontinentale :
  - Finaliste (1) : 1997[12] (ne joue pas la finale)
- Coupe d'Europe :
  - Vainqueur (1) : 1997 (ne joue pas la finale)
- Championnat de France :
  - Vice-champion (1) : 1996 (ne joue pas la finale)
- Challenge Yves du Manoir
  - Vainqueur (1) : 1996 (ne joue pas la finale)

### Entraîneur
Avec le CA Brive
- Championnat de France de Pro D2
  - Vice-champion (1) : 2013